# Mikuláš Komanický
Mikuláš Komanický (* 31. července 1951) je bývalý slovenský fotbalista, útočník a obránce a fotbalový trenér, československý reprezentant, mistr Evropy do 23 let z roku 1972. Vystudoval Filozofickou fakultu UPJŠ v Prešově a získal akademický titul PhDr.

## Fotbalová kariéra
V československé lize hrál za Tatran Prešov, v nižší soutěži hrál za Partizán Bardejov. Začínal jako pravé křídlo, po zranění ve 22 letech hrál jako pravý obránce. Za československou reprezentaci odehrál v roce 1972 1 utkání.

## Ligová bilance
| Ročník                                   | Zápasy | Góly | Minuty | Klub          |
| ---------------------------------------- | ------ | ---- | ------ | ------------- |
| 1. československá fotbalová liga 1971/72 | 15     | 1    | -      | Tatran Prešov |
| 1. československá fotbalová liga 1972/73 | 29     | 7    | -      | Tatran Prešov |
| 1. československá fotbalová liga 1973/74 | 12     | 1    | -      | Tatran Prešov |
| 2. československá fotbalová liga 1974/75 | -      | -    | -      | Tatran Prešov |
| 1. československá fotbalová liga 1977/78 | 24     | 0    | 1784   | Tatran Prešov |
| 1. československá fotbalová liga 1980/81 | 9      | 0    | 418    | Tatran Prešov |
| CELKEM                                   | 89     | 9    | -      |               |

## Trenérská kariéra
- 1991-1992 1. FC Tatran Prešov
- 1992-1993 TJ Magnezit Jelšava
- 1993-1995 Slavoj Trebišov
- 1995-1996 TJ Magnezit Jelšava
- 1996-1997 FC Nitra
- 1997-1998 BSC Bardejov
- 1998-2001 1. FC Tatran Prešov
- 2001-2002 MFK Ružomberok
- 2002-2003 Slovensko U21
- 2004-2005 1. FC Tatran Prešov
- 2005 ENTHOI Lakatamia (Kypr)
- 2005-2007 MŠK Rimavská Sobota
- 2008-2009 MFK Zemplín Michalovce
- 2009-2010 ŠK Odeva Lipany
- 2011-2012 ŠK Partizán Bardejov
- 2013- 1. FC Tatran Prešov U19